# Gawrilowo (Kaliningrad)
Gawrilowo (russisch Гаврилово, deutsch Gawaiten, 1938–1945 Herzogsrode) ist ein Dorf im Südosten der russischen Oblast Kaliningrad im Rajon Osjorsk. Der Ort gehört zur kommunalen Selbstverwaltungseinheit Munizipalkreis Osjorsk.

## Geographische Lage
Gawrilowo liegt am nordwestlichen Rand der Rominter Heide und 16 Kilometer östlich der Rajonhauptstadt Osjorsk (Darkehmen, 1938–1946 Angerapp). Die nächstgrößere Stadt ist die frühere Kreisstadt Gołdap (Goldap) auf polnischem Staatsgebiet und in 13 Kilometern über die Fernstraße von Gussew (Gumbinnen) nach Ełk (Lyck) (Teilstück der ehemaligen deutschen Reichsstraße 132) zu erreichen.
Die frühere Reichsstraße 137 von Groß Skaisgirren (1938–1946 Kreuzingen, heute russisch: Bolschakowo) über Goldap nach Suwalki (1938–1946 Sudauen, heute polnisch: Suwałki) führte zehn Kilometer südlich des Dorfes vorbei.
Die frühere Bahnstrecke von Insterburg (heute russisch: Tschernjachowsk) nach Lyck (heute polnisch: Ełk) mit der nächstgelegenen Bahnstation Wikischken (1938–1946 Wiecken, heute russisch: Bagrationowo) existiert nicht mehr. Südöstlich des Ortes fließt die Selezkaja (Gawaite, 1938–1946 Herzogsroder Fließ) vorbei auf ihrem 23 Kilometer langen Weg zur Mündung in die Wika (Wiek), kurz bevor diese die Angrapa (Angerapp) erreicht.

## Geschichte
Im Jahre 1530 wurde das damals Gawaiten genannte Dorf erstmals urkundlich erwähnt – noch vor der ehemaligen Kreisstadt Goldap. Am 18. März 1874 wurde der Amtsbezirk Gawaiten gebildet, in den neun Landgemeinden eingegliedert waren:
- Gawaiten, 1938–46 Herzogsrode (heute russisch: Gawrilowo)
- Gulbenischken, 1938–46 Gulbensee (Oneschskoje)
- Kurnehnen, 1938–46 Kurnen (Kruglowka)
- Loyken, 1938–46 Loken (Strelzowo)
- Maleyken, 1938–46 Maleiken (Nelidowo)
- Murgischken, 1938–46 Bastental (Melnikowo)
- Pelludszen, 1936–38 Pelludschen, 1938–46 Pellau (Schilowo)
- Skarupnen, 1938–46 Hartental (Nowochatka)
- Stukatschen, 1938–46 Freienfeld (Wostotschnoje).

Im Jahre 1910 zählte Gawaiten 386 Einwohner. Im Ersten Weltkrieg war das Dorf am 19./20. August 1914 einbezogen in die Schlacht bei Gawaiten-Gumbinnen im Vorfeld der Schlacht bei Tannenberg nur wenige Tage später.
In Gawaiten lebten 1933 insgesamt 419 Menschen. Am 16. Juli 1938 wurde es im Zuge der Umbenennung von Orten in Ostpreußen im Jahr 1938 in „Herzogsrode“ umbenannt, und infolgedessen erhielt am 25. Juli 1939 auch der Amtsbezirk Gawaiten den Namen „Amtsbezirk Herzogsrode“. Er gehörte mit den neuen Gemeinden bis 1945 zum Landkreis Goldap im Regierungsbezirk Gumbinnen der Provinz Ostpreußen.
Im Januar 1945 wurde der Ort von der Roten Armee besetzt. Die neue Polnische Provisorische Regierung ging zunächst davon aus, dass er mit dem gesamten Kreis Goldap unter ihre Verwaltung fallen würde. Im Potsdamer Abkommen (Artikel VI) von August 1945 wurde die neue sowjetisch-polnische Grenze aber unabhängig von den alten Kreisgrenzen anvisiert, wodurch der Ort unter sowjetische Verwaltung kam. Im Juni 1947 erhielt der Ort den Namen Gawrilowo, der in Russland häufiger vorkommt. Gleichzeitig wurde Gawrilowo Sitz eines Dorfsowjets im Rajon Osjorsk. Die polnische Umbenennung des Ortes in Gawajty im Dezember 1947 wurde nicht mehr wirksam.
Nach dem Zerfall der Sowjetunion 1990/91 kamen Russlanddeutsche aus deren östlichen Staaten auch nach Gawrilowo. Hier wurden zwischen 1992 und 1995 mit Spenden aus Deutschland acht Wohnhäuser für sie errichtet. Seit Öffnung des neun Kilometer entfernten Grenzübergangs nach Polen fanden mehrere Dorfbewohner in der Stadt Gołdap eine Betätigung. Der Volksbund Deutsche Kriegsgräberfürsorge hat den noch aus dem Ersten Weltkrieg stammenden Soldatenfriedhof instand gesetzt. Im Jahr 2008 wurde Gawrilowo Namensgeber einer Landgemeinde, deren Verwaltungssitz sich aber in Jablonowka befand. Nach deren Auflösung gehörte der Ort von 2015 bis 2020 zum Stadtkreis Osjorsk und seither zum Munizipalkreis Osjorsk.

### Dorfsowjet/Dorfbezirk Gawrilowo 1947–2008
Der Dorfsowjet Gawrilowo (ru. Гавриловский сельский Совет) wurde im Juni 1947 eingerichtet. Im Jahr 1954 wurde der Dorfsowjet Pskowskoje an den Dorfsowjet Gawrilowo angeschlossen. Nach dem Zerfall der Sowjetunion bestand die Verwaltungseinheit als Dorfbezirk Gawrilowo (ru. Гавриловский сельский округ). Im Jahr 2008 wurden die verbliebenen Orte des Dorfbezirks in die neu gebildete Landgemeinde Gawrilowo eingegliedert.
| Ortsname                               | Name bis 1947/50                                                                | Bemerkungen |
| -------------------------------------- | ------------------------------------------------------------------------------- | --- |
| Belinskoje (Белинкое)                  | Kaszemeken/Kaschemeken, 1938–1945:„Kaschen“                                     | Der Ort wurde 1947 umbenannt und vor 1988 verlassen.                                                               |
| Bereschki (Бережки)                    | Budszedehlen/Budschedehlen, 1938–1945:„Salzburgerhütte“                         | Der Ort wurde 1950 umbenannt und vor 1975 verlassen.                                                               |
| Borowitschi (Боровичи)                 | Tautschillen, 1938–1945:„Altentrift“                                            | Der Ort wurde 1947 umbenannt und war zunächst in den Dorfsowjet Pskowski eingeordnet. Er wurde vor 1988 verlassen. |
| Dserschinskoje (Дзержинское)           | Jogelehnen, 1938–1945:„Jürgendorf“                                              | Der Ort wurde 1950 umbenannt und vor 1975 verlassen.                                                               |
| Dworiki (Дворики)                      | Jodszen/Jodschen, 1938–1945:„Schwarzenau“                                       | Der Ort wurde 1950 umbenannt und vor 1975 verlassen.                                                               |
| Gajewo (Гаево)                         | Rödszen/Rödschen, 1938–1945:„Röden“                                             | Der Ort wurde 1950 umbenannt und vor 1975 verlassen.                                                               |
| Gawrilowka (Гавриловка)                | Szardeningken/Schardeningken, 1938–1945:„Schardingen“                           | Der Ort wurde 1947 umbenannt und vor 1988 verlassen.                                                               |
| Gawrilowo (Гаврилово)                  | Gawaiten, 1938–1945:„Herzogsrode“                                               | Verwaltungssitz |
| Gribnoje (Грибное)                     | Gulbenischken, 1938–1945:„Gulbensee“                                            | Der Ort wurde 1947 umbenannt und vor 1975 verlassen.                                                               |
| Jablonowka (Яблоновка)                 | Wilhelmsberg                                                                    | Der Ort wurde 1947 umbenannt und war zunächst in den Dorfsowjet Pskowski eingeordnet.                              |
| Kamaritschi (Камаричи)                 |                                                                                 | Der Ort wird seit 1997 geführt. Genaue Ortslage?                                                                   |
| Karamyschewo (Карамышево)              | Pabbeln, Domäne                                                                 | Der Ort wurde 1947 umbenannt.                                                                                      |
| Kirpitschnoje (Кирпичное)              | Jockeln                                                                         | Der Ort wurde 1950 umbenannt und vor 1975 verlassen.                                                               |
| Komaritschi (Комаричи)                 | Stumbern, 1938–1945:„Auersfeld“                                                 | Der Ort wurde 1947 umbenannt und vor 1988 verlassen.                                                               |
| Kruglowka (Кругловка)                  | Kurnehnen, 1938–1945:„Kurnen“                                                   | Der Ort wurde 1947 umbenannt.                                                                                      |
| Kusnezowo (Кузнецово)                  | Annaberg                                                                        | Der Ort wurde 1947 umbenannt und vor 1975 verlassen.                                                               |
| Malaja Petrowka (Малая Петровка)       | Jurgaitschen, 1938–1945:„Kleinau“                                               | Der Ort wurde 1950 umbenannt und vor 1988 verlassen.                                                               |
| Maloje Ischewskoje (Малое Ижевское)    | Groß Dumbeln, 1938–1945:„Erlensee“, und Klein Dumbeln, 1938–1945:„Kräuterwiese“ | Der Ort wurde 1950 umbenannt und vor 1975 verlassen.                                                               |
| Maloje Kusnezowo (Малое Кузнецово)     | Seeberg                                                                         | Der Ort wurde 1950 umbenannt und vor 1975 verlassen.                                                               |
| Maloje Pensenskoje (Малое Пензенское)  | Gelleszuhnen/Gelleschuhnen, 1938–1945:„Gellenau“                                | Der Ort wurde 1950 umbenannt und vor 1975 verlassen.                                                               |
| Melnikowo (Мелниково)                  | Murgischken, 1938–1945:„Bastental“                                              | Der Ort wurde 1947 umbenannt und war zunächst in den Dorfsowjet Pskowski eingeordnet. Er wurde vor 1988 verlassen. |
| Murawjowo (Муравьёво)                  | Praßlauken, 1938–1945:„Praßfeld“                                                | Der Ort wurde 1950 umbenannt und vor 1975 verlassen.                                                               |
| Nelidowo (Нелидово)                    | Maleyken, 1938–1945:„Maleiken“                                                  | Der Ort wurde 1947 umbenannt und vor 1975 verlassen.                                                               |
| Nowgorodskoje (Новгородское)           | Egglenischken, 1938–1945:„Preußisch Nassau“                                     | Der Ort wurde 1947 umbenannt und vor 1975 verlassen.                                                               |
| Nowochatka (Новохатка)                 | Skarupnen, 1938–1945:„Hartental“                                                | Der Ort wurde 1947 umbenannt und war zunächst in den Dorfsowjet Pskowski eingeordnet. Er wurde vor 1975 verlassen. |
| Nowoselzewo (Новосельцево)             | Worellen, 1938–1945:„Runden“                                                    | Der Ort wurde 1947 umbenannt und war zunächst in den Dorfsowjet Pskowski eingeordnet. Er wurde vor 1988 verlassen. |
| Nowo-Slawjanskoje (Ново-Славянское)    | Königsfelde                                                                     | Der Ort wurde 1947 umbenannt und war zunächst in den Dorfsowjet Pskowski eingeordnet.                              |
| Nowoslawkino (Новославкино)            | Schaltinnen, 1938–1945:„Quellental“                                             | Der Ort wurde 1947 umbenannt und war zunächst in den Dorfsowjet Pskowski eingeordnet. Er wurde vor 1988 verlassen. |
| Pensenskoje (Пензенское)               | Dakehnen, 1938–1945:„Daken“                                                     | Der Ort wurde 1950 umbenannt und vor 1975 verlassen.                                                               |
| Petrowka (Петровка)                    | Szeeben/Scheeben                                                                | Der Ort wurde 1947 umbenannt und vor 1975 verlassen.                                                               |
| Plawni (Плавни)                        | Plawischken, 1938–1945:„Plauendorf“                                             | Der Ort wurde 1947 umbenannt.                                                                                      |
| Porchowo (Порхово)                     | Zodszen/Zodschen, 1938–1945:„Zoden“                                             | Der Ort wurde 1947 umbenannt und vor 1975 verlassen.                                                               |
| Pskowskoje (Псковское)                 | Friedrichsberg                                                                  | Der Ort wurde 1947 umbenannt und war zunächst der Verwaltungssitz des Dorfsowjets Pskowski.                        |
| Rutscheiki (Ручейки)                   | Eszergallen/Eschergallen, 1938–1945:„Tiefenort“                                 | Der Ort wurde 1947 umbenannt.                                                                                      |
| Sapadnoje (Западное)                   | Groß Gudellen, 1938–1945:„Großguden“                                            | Der Ort wurde 1947 umbenannt und vor 1975 verlassen.                                                               |
| Schatkowo (Шатково)                    | Stonupönen, 1938–1945:„Kaltenbach“                                              | Der Ort wurde 1950 umbenannt und vor 1975 verlassen.                                                               |
| Schelesnodoroschnoje (Железнодорожное) | Groß Trakischken, 1938–1945:„Hohenrode“                                         | Der Ort wurde 1950 umbenannt und vor 1975 verlassen.                                                               |
| Schilowo (Шилово)                      | Pelludszen/Pelludschen, 1938–1945:„Pellau“                                      | Der Ort wurde 1950 umbenannt und vor 1975 verlassen.                                                               |
| Schipownikowo (Шиповниково)            | Schestocken, 1938–1945:„Peterstal“                                              | Der Ort wurde 1947 umbenannt und vor 1975 verlassen.                                                               |
| Slawkino (Славкино)                    | Gut Wilhelmsburg                                                                | Der Ort wurde 1950 umbenannt und war zunächst in den Dorfsowjet Pskowski eingeordnet.                              |
| Smirnowo (Смирново)                    | Kiauten, 1938–1945:„Zellmühle“                                                  | Der Ort wurde 1950 umbenannt.                                                                                      |
| Solnetschnoje (Солнечное)              | Szameitschen/Schameitschen, 1938–1945:„Brahmannsdorf“                           | Der Ort wurde 1947 umbenannt und war zunächst in den Dorfsowjet Pskowski eingeordnet.                              |
| Strelzowo (Стрельцово)                 | Loyken, 1938–1945:„Loken“                                                       | Der Ort wurde 1947 umbenannt und vor 1975 verlassen.                                                               |
| Swerdlowo (Свердлово)                  | Linkischken, 1938–1945:„Rabeneck“                                               | Der Ort wurde 1950 umbenannt und vor 1975 verlassen.                                                               |
| Tolstowo (Толстово)                    | Pillkallen, 1938–1945:„Hoheneck“                                                | Der Ort wurde 1950 umbenannt und vor 1975 verlassen.                                                               |
| Torfjanoje (Торфяное)                  | Schlaugen                                                                       | Der Ort wurde 1950 umbenannt und vor 1975 verlassen.                                                               |
| Wolkowo (Волково)                      | Raudohnen, 1938–1945:„Raunen“                                                   | Der Ort wurde 1950 umbenannt und war zunächst in den Dorfsowjet Pskowski eingeordnet. Er wurde vor 1988 verlassen. |
| Wolotschajewo (Волочаево)              | Grischkehmen, 1938–1945:„Grischken“                                             | Der Ort wurde 1950 umbenannt und vor 1975 verlassen.                                                               |
| Wostotschnoje (Восточное)              | Stukatschen, 1938–1945:„Freienfeld“                                             | Der Ort wurde 1947 umbenannt und vor 1975 verlassen.                                                               |

### Gawrilowskoje selskoje posselenije 2008–2014

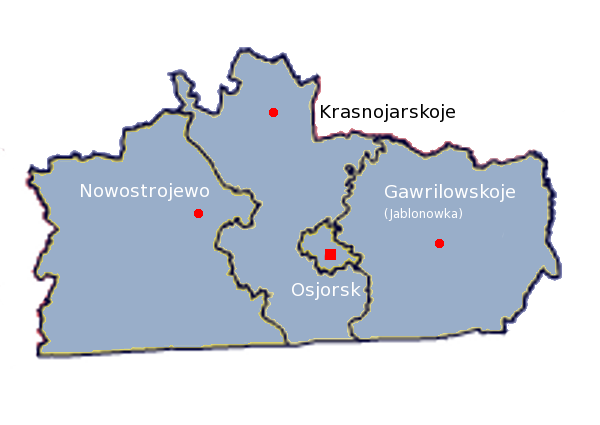
Verwaltungsgliederung des Rajons Osjorsk von 2008 bis 2014

Die Landgemeinde Gawrilowskoje selskoje posselenije (ru. Гавриловское сельское поселение) wurde im Jahr 2008 eingerichtet und umfasste 30 Orte, die in Russland „Siedlung“ (possjolok) genannt werden. Diese gehörten vorher den Dorfbezirken Bagrationowski selski okrug und Gawrilowski selski okrug an. Der Verwaltungssitz der Gemeinde befand sich in Jablonowka. Im Jahr 2014 wurde die Landgemeinde aufgelöst und deren Siedlungen in den neu gebildeten Stadtkreis Osjorsk eingegliedert.
| Ortsname                            | deutscher Name                         |  | Ortsname                  | deutscher Name                          |
| ----------------------------------- | -------------------------------------- |  | ------------------------- | --------------------------------------- |
| Bagrationowo (Багратионово)         | Wikischken (Wiecken)                   |  | Porchowskoje Порховскоө   | Kermuschienen (Fritzenau)               |
| Borok (Борок)                       | Grasgirren (Dingelau)                  |  | Poretschje (Поречье)      | Balschkehmen (Balsken)                  |
| Dubrawa (Дубрава)                   | Buylien (Schulzenwalde)                |  | Prudnoje (Прудное)        | Brindlacken (Kleinfritzenau)            |
| Gawrilowo (Гаврилово)               | Gawaiten (Herzogsrode)                 |  | Pskowskoje (Псковское)    | Friedrichsberg                          |
| Jablonowka (Яблоновка)              | Wilhelmsberg                           |  | Pskowskoje (Псковское)    | (Königlich) Pogrimmen (Grimmen)         |
| Kadymka (Кадымка)                   | Eszerningken (Eschingen)               |  | Resnikowo (Резниково)     | Röseningken (Rößningen)                 |
| Kamaritschi (Камаричи)              |                                        |  | Rjasanskoje (Рязанское)   | Hallwischken (Hallweg)                  |
| Karamyschewo (Карамышево)           | Pabbeln (Schardingen)                  |  | Rutscheiki (Ручейки)      | Eszergallen (Tiefenort)                 |
| Kolzowo (Кольцово)                  | Kohlau                                 |  | Schilowo (Шилово)         | Ischdaggen (Brenndenwalde)              |
| Krasny Bor (Красный Бор)            | Kellmienen (Kellmen)                   |  | Schutschkowo (Жучково)    | Szuskehmen (Angerhöh)                   |
| Kruglowka (Кругловка)               | Kurnehnen (Kurnen)                     |  | Slawkino (Славкино)       | Gut Wilhelmsberg                        |
| Kutusowo (Кутузово)                 | Kleszowen (Kleschauen)                 |  | Smirnowo (Смирново)       | Kiauten (Zellmühle)                     |
| Nowo-Slawjanskoje (Ново-Славянское) | Königsfelde                            |  | Solnetschnoje (Солнечное) | Szameitschen (Brahmannsdorf)            |
| Ossipenko (Осипенко)                | Adlig Pogrimmen/zu Pogrimmen (Grimmen) |  | Suworowka (Суворовка)     | Weedern                                 |
| Plawni (Плавни)                     | Plawischken (Plauendorf)               |  | Waldaiskoje (Валдайское)  | Kleszowen Mühle/zu Wikischken (Wiecken) |

## Kirche

### Ehemalige Pfarrkirche
Der Amtshauptmann von Insterburg (heute russisch: Tschernjachowsk) hatte dafür zu sorgen, dass in jedem der Insterburger Schulbezirke eine Kirche gebaut wurde. Als erste Kirche im Jagteschen (Gawaiter) Schulbezirk entstand so vor 1550 die Kirche in Gawaiten. Es handelte sich um einen Holzbau, der als ältestes Gotteshaus im Kreis Goldap galt.
Das immer wieder marode Gebäude erhielt zwei Neubauten. Nach einem Brand im Jahre 1750 dann entstand 1755 der Bau, der 1788 noch eine Orgel erhielt und auch noch die beiden Weltkriege überdauern sollte. 1848 allerdings musste der baufällige Turm abgerissen werden.
Das Kirchengebäude wurde nach 1945 als Lagerhalle zweckentfremdet. Das Bauwerk verkam und wurde schließlich zum Ende der 1970er Jahre abgerissen und nicht wieder aufgebaut. Heute dient ein kleines Gemeindehaus als Kirchenersatz.
Im Jahre 2013 wurde feierlich ein Gedenkstein (Steinplatte auf Findling) mit folgendem Text am früheren Standort der Kirche in Gawaiten enthüllt: „Mehr als 400 Jahre stand hier die Kirche von Gawaiten, die älteste Kirche im Kreis Goldap / Ostpreußen“. Der Stein wurde von der „Kreisgemeinschaft Goldap Ostpreußen e. V.“ konzipiert, finanziert und errichtet.

### Kirchengemeinde
Gehörte das seit der Reformation evangelische Kirchspiel Gawaiten ursprünglich zur Inspektion Insterburg, so war es vor 1945 ein Teil des Kirchenkreises Goldap in der Kirchenprovinz Ostpreußen der Kirche der Altpreußischen Union. Katholische Kirchenglieder gehörten zur Pfarrei in Goldap.
Im Jahre 1944 waren 29 Dörfer in das Kirchspiel eingepfarrt, zu dem zwölf Schulen gehörten und in dem mehr als 6000 Gemeindeglieder wohnten.
In der Zeit der Sowjetunion von 1945 bis 1991 kam das kirchliche Leben in dem nun Gawrilowo genannten Ort zum Erliegen. Zu Beginn der 1990er Jahre entstand eine neue kleine Gemeinde, vornehmlich aus Russlanddeutschen, die sich hier angesiedelt hatten. Gawrilowo gehört jetzt zur Kirchenregion der Salzburger Kirche in Gussew (Gumbinnen) in der Propstei Kaliningrad der Evangelisch-Lutherischen Kirche Europäisches Russland. Das Pfarramt, in dem zwei Geistliche tätig sind, befindet sich in Gussew.

### Pfarrer bis 1945
In der Zeit von der Reformation bis zum Ende des Zweiten Weltkrieges taten 25 Pfarrer ihren Dienst in Gawaiten/Herzogsrode:
- N.N., 1550
- Nicolaus Hollstein, 1562/1570
- Johann Holstein, 1595/1605
- Simon Waißnarus, 1608–1625
- Friedrich Löbel, 1625–1655
- Johann Friedrich Buchholtzer, 1651–1662
- Friedrich Cibrovius, 1663–1692
- Johann Christoph Cibrovius, 1690–1710
- Christian Friedrich Stein, 1710–1755
- Johann Trentovius 1756–1765
- Johann Friedrich Sperber, 1765–1770
- Gottfried Herrmann, 1770–1771
- Georg Hintz, 1771–1786
- Friedrich Chr. Heydenreich, 1788–1791
- Carl Hammer, 1792–1810
- Daniel Friedrich Wüsthoff, 1811–1827
- Johann Carl Prellwitz, 1827–1847
- Georg Jul. Wilh. Schröder, 1848–1873
- Adolf Wilhelm Brinkmann, 1873–1885[12]
- Friedrich Wilhelm Riech, 1886–1890
- Franz Lebrecht Kuhnke, 1891–1914
- Paul Korsitzki, 1917–1930
- Iwan Schönemann, 1930–1935
- Helmut Welz, 1935
- Wilhelm Schiweck, 1938–1945